# Klisterpapir
Klisterpapir er en type klæbebånd, hvor en form for klister er lagt på en papirstrimmel. Klistersiden, der normalt er blank, blødes op med vand (i mindre omfang med tungen), hvorved klisteret bliver klæbrigt. Når strimlen sættes på en genstand (f.eks. papiret omkring en pakke) og vandet fordamper, sidder strimlen godt fast. Klistret er ofte dextrin, det samme klæbemiddel der især før i tiden er brugt på konvolutter og frimærker. Dextrinen giver klisterpapiret en smag af "brødskorpe".